# Centro de Dança
O Centro de Dança é uma unidade administrativa da Secretaria de Estado da Cultura do Distrito Federal, com sede em Brasília, no Distrito Federal.
Foi criado no início da década de 1990, sendo inaugurado em 1993. Suas funções são a realização de pesquisa, apoio, divulgação e cursos na área da dança, além de oferecer espaço para ensaios, workshops e outras atividades correlatas. Possui cinco salas multiuso e uma videoteca.
O espaço dispõe de cinco salas espelhadas, equipadas com barra, ventiladores e linóleo (o tapete preto emborrachado que não deixa o balarino escorregar); sete salas-escritórios para práticas de produção, gestão e reflexão teórica; uma videoteca; um jardim interno; salão de estar e cozinha. 

## Funcionalidade
No site oficial são disponibilizados, mês a mês, informativos dos eventos de participação livre. O valor cobrado e o processo de inscrição – quando há necessidade – é definido por quem oferece o serviço. 

#### Aulas oferecidas no Centro de Dança
Afro contemporânea - Obará, Itans, Afrontasia; ballet infantil, ballet adulto, não ler clássico, flamenco, contemporânea, frevo, jazz.